# Aeroportul Internațional Chengdu Shuangliu
Aeroportul Internațional Chengdu Shuangliu (IATA: CTU, ICAO: ZUUU) este un aeroport din Shuangliu District⁠(d), Chengdu, Sichuan, Republica Populară Chineză ce deservește zona Chengdu. Aeroportul a fost tranzitat în 2022 de 17.817.424 de pasageri. A fost deschis în 1938 și numit după zona deservită.
Situat la o altitudine de 495 m, aeroportul dispune de 2 piste.

## Infrastructură

### Piste
Aeroportul dispune de 2 piste. Pista 02L/20R are suprafața de asfalt și dimensiunile 3.600 m × 45 m. Pista 02R/20L are suprafața de asfalt și dimensiunile 3.600 m × 60 m. 

### Terminale
Aerogara are în componență 2 terminale, Terminal 1⁠(d) și Chengdu Shuangliu International Airport Terminal 2⁠(d). 